# 文館詞林

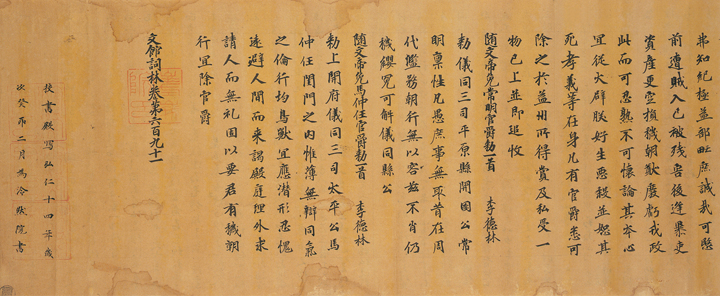
《文館詞林》卷六百九十一殘卷（日本和歌山縣伊都郡高野町金剛峰寺正智院藏）。

《文館詞林》是唐初許敬宗等奉勅編纂的大型詩文總集，唐高宗顯慶3年（658年）奏上，全1000卷。宋以降大半亡逸，但日本還有部分零卷傳世，清末起陸續發現並傳回中國，現存27卷及殘卷3編。

## 概要
《唐會要》卷36修撰目：「顯慶三年十月二日，許敬宗修《文館詞林》一千卷，上之。」《舊唐書》卷47經籍志集部總集類著錄《文館詞林》一千卷，許敬宗撰；《新唐書》卷60藝文志集部總集類：《文館詞林》一千卷，許敬宗、劉伯莊等撰，另有崔玄暐訓注《文館詞林策》二十卷，卷58藝文志史部雜傳記類則著錄許敬宗《文館詞林文人傳》一百卷。
而由現存各卷所見，《文館詞林》分類體例，一準《文選》，依卷691勅類篇首，可知每類之前各有小序，以敘編纂大意。所錄詩文上起先秦，下迄唐初，實開宋代《文苑英華》之先河。
《唐會要》卷36蕃夷請經史目：「【睿宗】垂拱二年（686年）二月十四日，新羅王金政明遣使請《禮記》一部，並雜文章。令所司寫吉凶要禮，並《文館詞林》採其詞涉規誡者，勒成五十卷，賜之。」藤原佐世《日本國見在書目錄》（宇多天皇寛平3年（891年）編成，當唐昭宗大順2年）亦著錄全帙，故本書唐代經使者攜回，實曾流通於域外。

## 存卷目類
據羅國威《日藏弘仁本文館詞林校證》
- 卷152 詩一二　人部九 贈答一　親屬贈答 夫婦贈答
- 卷156 詩一六　人部一三 贈答五　雜贈答二
- 卷157 詩一七　人部一四 贈答六　雜贈答三
- 卷158 詩一八　人部一五 贈答七　雜贈答四
- 卷160 詩二○　禮部二 釋奠下
- 卷346 頌一六　禮部五 巡幸
- 卷347 頌一七　武部上　　＃僅存後半闕題一首、曹毗伐蜀頌一首、高允北伐頌一首。
- 卷348 頌一八　武部下　　＃僅存張載平吳頌前半，餘三首存目。
- 卷414 七　四
- 卷452 碑三二　百官二二 將軍二
- 卷453 碑三三　百官二三 將軍三
- 卷455 碑三五　百官二五 將軍五　　＃僅存撰者不明殘篇一首。
- 卷457 碑三七　百官二七 都督一
- 卷459 碑三九　百官二九 都督三
- 卷507　　＃僅存後周武帝伐北齊詔後半，以《周書》卷6武帝紀下所載配補為全文，另重見卷662。
- 卷613　　＃僅存唐太宗施行遺教經勅一首。
- 卷662 詔三二　征伐上
- 卷664 詔三四　撫邊
- 卷665 詔三五　赦宥一
- 卷666 詔三六　赦宥二
- 卷667 詔三七　赦宥三
- 卷668 詔三八　赦宥四　　＃卷末隋詔三首有目無文。
- 卷669 詔三九　赦宥五
- 卷670 詔四○　赦宥六
- 卷691 勅上　誡勅 貢舉 除授 黜免
- 卷695 令下　移都 毀廢 祭祀 崇學 田農 政事 舉士 賞罰 軍令 赦令 雜令
- 卷699 教四　恤亡 褒賢 顯節 終復 毀廢 禱祀 崇法
- 卷次不明殘簡1 勅　　＃僅存撰者不明闕題二首。
- 卷次不明殘簡2 表　　＃僅存後梁表三首。
- 卷次不明殘簡3　　＃僅存撰者不明殘篇一首，《校證》以為後漢文。

## 版本輯逸
《文館詞林》卷帙繁重，又僅有寫本，因此經唐末五代戰亂，散佚幾盡，北宋初的《崇文總目》卷5，就僅著錄：《文館詞林彈事》四卷 許敬宗編；本於宋國史的《宋史》藝文志總集類，也只有《文館詞林詩》一卷。至南宋《中興館閣書目》以降，遂不見於公私收藏。後世他書著錄全帙者，如鄭樵《通志》卷70藝文略、焦竑《國史經籍志》，則出於轉錄前代目錄，並非實見其書。
但在日本，則尚有古寫本零卷殘簡，散存於私人、寺院所藏。日本寬政10年（1800年，當清仁宗嘉慶3年），林述齋刊行中土亡逸而存於日本的漢籍為佚存叢書，收錄《文館詞林》4卷（卷662、卷664、卷668、卷695）。經商船傳入中國，嘉慶中，浙江巡撫阮元訪求四庫全書未收書上獻宮中為宛委別藏，即以此本奏進，並撰提要考證，見《揅經室外集》卷2。咸豐3年（1853年），伍崇曜據以翻刻入《粵雅堂叢書》第12集，於是在中國流行漸廣。
光緒6年（1880年），楊守敬奉駐日公使何如璋命，於日本搜訪當地所存漢籍，蒐求甚豐。光緒10年（1884年）將所得漢籍26種200卷摹刻行世，是為古逸叢書，中有《文館詞林》14卷，收錄卷156、卷157、卷158（前半闕）、卷347（前半闕）、卷452、卷453、卷457、卷459（中有脫葉）、卷665（中闕）、卷666（中、尾闕）、卷666、卷667、卷670（尾闕）、卷691（中有脫葉）、卷699。古逸叢書刊行後，日本帝室博物館書記官町田久成以淺草文庫所藏，而古逸叢書所未收之卷152、卷346、卷414、卷669與卷665足本，轉錄贈予楊守敬；以上5卷與卷158序目，由楊守敬宗族楊葆初於光緒19年（1893年）刊刻傳世。
民國初年，董康寓居日本京都，覽大覺寺藏《文館詞林》鈔本，有逸存、古逸叢書諸本所無者，遂錄以歸國。1916年，張鈞衡刊適園叢書，將既刻之逸存、古逸叢書、楊葆初刊本與董康攜回諸卷合為一編，新增卷160、卷348（殘卷）、卷664（後半），卷158殘詩4首，又卷數不明殘簡2卷，合計全卷25卷、殘卷4卷。1926年~1927年間，董康再東渡日本，得觀高野山正智院所藏弘仁鈔本19卷，遂以照相製版方式依原式影印百部，但流布不廣。
以上刊本，於網羅日本國內所藏諸寫本，猶未盡備，所以二次世界大戰後，先是宮內廳書陵部於昭和24年（1949年）影印所藏弘仁本卷668（前半）。日本古典研究會復於昭和44年（1969年）出版《影弘仁本〈文館詞林〉》，將日本國內各文庫、寺院等所藏弘仁本之影鈔本、摹寫本，擇善去重，共得27卷、卷數不明殘簡3卷，合之共30卷，是為當世善本。只是影弘仁本海外流通有限，羅國威又據影弘仁本點校整理，編為《日藏弘仁本文館詞林校證》30卷，2001年由中華書局刊行，取便閱覽。
依羅國威「《日藏弘仁本文館詞林校證》前言」統計，影弘仁本共存詩86篇、文346篇，其中先秦1篇、漢9篇、後漢13篇、魏22篇、晉100篇、宋39篇、齊27篇、梁87篇、後梁3篇、陳8篇、北魏20篇、北齊26篇、北周14篇、隋26篇、唐35篇、年代不明者2篇。所錄詩文與唐宋以前總集重複者有限，清代嚴可均《全上古三代秦漢三國六朝文》、陸心源《唐文拾遺》雖均曾利用本集輯逸校讎，但當時所見卷數有限，今本可補唐前文獻之所不備，與資文史考證之處仍然極多。

## 書誌情報
- 《文館詞林卷第六百六十八》（宮内廳書陵部、1949年）　解説‧神田喜一郎
- 《文館詞林 影弘仁本》（古典研究會、1969年）　解題‧阿部隆一、尾崎康
- 羅國威 整理《日藏弘仁本文館詞林校證》（中華書局、2001年） ISBN 7-101-02413-0

## 外部連結
- 文館詞林·影印古籍資料 （页面存档备份，存于），卷二至卷五（另有分卷本 （页面存档备份，存于），卷一、卷六）
- 尾崎康「文館詞林目録注」 慶應義塾大学附属研究所斯道文庫論集 第四集　昭和40年（1965年）3月